# Summontorium
Summontorium era una ciutat de Vindelícia segons l'Itinerari d'Antoní.
Era el lloc d'estacionament de la comandància de la Legió III Italica, segons es diu a la Notitia Imperii. La seva situació exacta es desconeix.